# Periboeum pubescens
Periboeum pubescens är en skalbaggsart som först beskrevs av Olivier 1790.  Periboeum pubescens ingår i släktet Periboeum och familjen långhorningar.
Artens utbredningsområde är:
- Guyana.
- Surinam.
- Venezuela.

Inga underarter finns listade i Catalogue of Life.